# Mladen Marić
Mladen Marić (Sarajevo, 4. maj 1960 — Sarajevo, 16. novembar 2019) bio je bosanskohercegovački novinar odnosno autor i voditelj spoljnopolitičke emisije “Paralele” na Federalnoj televiziji u Sarajevu od 2001. do 2019. godine.

## Biografija
Mladen Marić rođen je u Sarajevu 4. maja 1960. godine gdje je pohađao osnovnu i srednju školu, a zatim Fakultet političkih nauka "Veljko Vlahović" u Sarajevu - Odsjek za žurnalistiku. Kao student objavljuje prve tekstove u “Našim danima” i “Oslobođenju”.
Novinarstvom se aktivnije počinje baviti 1993. godine kada je primljen u sportsku redakciju Televizije Bosne i Hercegovine, zbog ratnih dešavanja počinje raditi u unutrašnjopolitičkoj redakciji gdje je ostao sve do 1995. godine.
Krajem 1995. godine prelazi u tek osnovanu spoljnopolitičku redakciju u kojoj je bio angažovan u dnevnim poslovima i u novinarskim zadacima emisije “Globus”. Prvi samostalni projekat Mladena Marića bila je emisija “Između zapada i istoka” koja se emitovala na programu Televizije Bosne i Hercegovine od 1998 do 1999. godine.
Sredinom 1999. godine Marić odlazi na televiziju OBN gdje je vodio i uređivao spoljnopolitičku emisiju “Stranice vremena”. Sredinom 2001. godine vraća se na Televiziju Bosne i Hercegovine na poslove urednika i voditelja spoljnopolitičke emisije “Svijet”.
Nastankom Federalne televizije u oktobru 2001. godine Mladen Marić počinje uređivati i voditi autorsku emisiju “Paralele”, koja se počela emitovati 29. oktobra 2001. godine. Sredinom 2005. Marić ponovo odlazi na televiziju OBN, a krajem iste godine vraća se na Federalnu televiziju nastavljajući rad na proizvodnji emisije “Paralele” čiji je bio autor i voditelj do svoje smrti 2019. godine.
Marić je dobitnik dva velika priznanja koje dodjeljuje Društvo novinara Bosne i Hercegovine, dobitnik je priznanja za Najboljeg televizijskog novinara za 2011. godinu i najvećeg priznanja Novinar godine za 2015. godinu.